# Покровский собор (Грозный)
Покровский собор — утраченный православный храм в Грозном.

## История
Рядом с крепостью Грозной с юго-западной стороны была площадь, на которой проводились смотры и парады. Позже в этом районе возникла станица Грозненская. После присвоения Грозному статуса города станица была включена в состав города. На этой площади был построен Покровский собор. Поскольку собор был построен терскими казаками, он получил в народе название «Казачья церковь».
В 1918 году во время Стодневных боёв на колокольне собора белоказаками был установлен пулемёт, который обстреливал город. В ходе боёв церковь частично пострадала.
В 1932 году собор был снесён и на его месте был разбит Комсомольский сквер. Затем на месте бывшего собора построена городская школа № 3.